# Circonscription de Wide Bay
La circonscription de Wide Bay est une circonscription électorale fédérale australienne dans le Queensland. Elle a été créée en 1900 et est l'une des 75 circonscriptions existant lors de la première élection fédérale en 1901. Wide Bay est située dans le sud-est du Queensland, comprend les villes de Maryborough, Gympie, Noosa, l'ensemble de l'île Fraser et s'étend à l'ouest jusqu'à Murgon. 
Parmi les anciens députés de la circonscription figurent Andrew Fisher, cinquième Premier ministre d'Australie.

## Représentants
| Nom            | Parti             | Période de mandat |
| -------------- | ----------------- | ----------------- |
| Andrew Fisher  | Travailliste      | 1901– 1915        |
| Edward Corser  | Commonwealth      | 1915-1916         |
| Edward Corser  | Nationaliste      | 1916-1928         |
| Bernard Corser | Country           | 1928–1954         |
| William Brand  | Country           | 1954–1958         |
| Henry Bandidt  | Country           | 1958–1961         |
| Brendan Hansen | Travailliste      | 1961–1974         |
| Clarrie Millar | Country, National | 1974–1990         |
| Warren Truss   | National          | 1990-2010         |
| Warren Truss   | Libéral national  | 2010-2016         |
| Llew O'Brien   | Libéral national  | 2016-en cours     |

## Résultats des élections
| Parti                            | Parti                        | Candidat                     | Voix    | %     | ±     |
| -------------------------------- | ---------------------------- | ---------------------------- | ------- | ----- | ----- |
|                                  | Libéral national             | Llew O'Brien (en)            | 41 601  | 43,47 | −3,62 |
|                                  | Travailliste                 | Geoff Williams               | 20 345  | 21,26 | −0,49 |
|                                  | Une nation                   | Nathan Buckley               | 9 765   | 10,20 | −0,63 |
|                                  | Verts                        | Craig Armstrong              | 9 088   | 9,50  | −0,44 |
|                                  | UAP                          | Tracy Bennett                | 4 406   | 4,60  | +0,99 |
|                                  | Indépendant                  | Kelli Jacobi                 | 4 106   | 4,29  | +4,29 |
|                                  | Indépendant                  | Tim Jerome                   | 2 737   | 2,86  | −1,64 |
|                                  | IMOP                         | Andrea Newland               | 2 097   | 2,19  | +2,19 |
|                                  | Valeurs                      | Daniel Williams              | 1 057   | 1,10  | +1,10 |
|                                  | Fédération                   | John Woodward                | 501     | 0,52  | +0,52 |
| Total des suffrages exprimés     | Total des suffrages exprimés | Total des suffrages exprimés | 95 703  | 93,58 | −1,68 |
| Votes nuls                       | Votes nuls                   | Votes nuls                   | 6 569   | 6,42  | +1,68 |
| Participation                    | Participation                | Participation                | 102 272 | 88,69 | −2,98 |
| Résultat de préférence bipartite |                              |                              |         |       |       |
|                                  | Libéral national             | Llew O'Brien (en)            | 58 708  | 61,34 | −1,81 |
|                                  | Travailliste                 | Geoff Williams               | 36 995  | 38,66 | +1,81 |
|                                  | Libéral national retenir     | Libéral national retenir     | Swing   | −1,81 |       |